# Suzenje
Suzenje, eksudacija ili plač biljaka je proces koji se zasniva na postojanju korenovog pritiska. Do suzenja dolazi u slučaju da se stablo turgidnih biljaka iseče iznad linije zemljišta. Da bi došlo do suzenja potrebno je da koren biljaka intenzivno usvaja vodu, a da odavanje bude minimalno. Suzenje je ritmička pojava i najintenzivnija je ujutru. Često se javlja u proleće pri rezidbi voćaka ili vinove loze. Može trajati i do nekoliko sati, što ukazuje na prisustvo pozitivnog pritiska u ksilemu koji "gura" tečnost naviše. Sve dok koren usvaja jone, nivo vode u ksilemu će se podizati. Količina eksudata varira od biljne vrste. Tako npr. kod kukuruza može da iznosi 150 ml, a kod vinove loze i do 1000 ml dnevno. Sok sadrži mineralne materije, aminokiseline, vitamine, enzime, organske kiseline, šećere.
Analiza eksudata se često koristi za proučavanje matabolizma korena , transporta hormona i drugih jedinjenja kao i probleme vezane za mineralnu ishranu biljaka.